# Panroman
Le panroman, également dénommé universal ou unial, est un projet de langue auxiliaire internationale présenté par Heinrich Molenaar en 1903.

## Histoire
À la fin du XIXe siècle et au début du XXe siècle, l'une des questions qui occupent les milieux intellectuels est celle de la langue internationale : alors que l'usage du latin comme outil de communication entre lettrés de différents pays a périclité et que l'anglais ne s'est pas encore imposé comme lingua franca, les échanges internationaux nécessitent en effet la connaissance de nombreuses langues nationales. Un certain nombre de projets de langues construites destinés à la communication universelle, dont le volapük ou l'espéranto, sont alors élaborés dans le but de fournir une langue commune à l'humanité.
Heinrich Molenaar, partisan du positivisme et du pacifisme, commence à s'intéresser au problème de la langue internationale après avoir pris connaissance d'un de ces projets, la langue bleue, un système a priori présenté en 1899 par le Français Léon Bollack (en). Ayant également de vagues connaissances en volapük et en espéranto, il juge ces langues insatisfaisantes du fait de leur artificialité et du mélange « barbare » de racines diverses sur lequel se fonde leur vocabulaire : il décide alors de lancer son propre projet, exclusivement fondé sur des racines latines et romanes, qui constituent selon lui l'essentiel du vocabulaire international. Ce sera le panroman, publié en 1903 et rebaptisé trois ans plus tard universal, ou unial, pour affirmer son internationalité.

## Description
Le panroman s'écrit à l'aide de l'alphabet latin auxquelles sont retranchées les lettres c, y et w (qui ne sont employées que dans les noms propres) ; la lettre q est une variante contextuelle de k avant u, la lettre z se prononce [t͡s], et les digrammes ch et sh se prononcent respectivement [ t͡ʃ ] et [ ʃ ] ; l'accentuation s'effectue sur l'avant-dernière consonne, à quelques exceptions près, indiquées par des accents écrits : akademí (« académie »).
Les articles définis lo (masculin), la (féminin) et le (neutre) sont employés le moins possible, tandis que l'article indéfini un n'existe qu'au singulier. Comme en français, il n'y a pas de déclinaisons, la fonction des mots étant indiquée par des prépositions. Le pluriel, formé en ajoutant -i au radical (hom, « homme », devient ainsi homi, tandis que filio, « fils », donne filioi), n'existe que pour les noms, les adjectifs restant invariables. Le comparatif de ces derniers est indiqué par plus, le superlatif par lo, la ou le plus ; ils peuvent aussi être transformés en adverbes par l'adjonction de la finale -e, ou en noms par l'adjonction d'un article défini (lo, la ou le bon). Quant aux verbes, leur conjugaison est totalement régulière :
- L'infinitif est indiqué par la terminaison -er : haber (« avoir ») ;
- L'indicatif présent est simplement formé du radical du verbe : hab ;
- Le prétérit est indiqué par -eva : habeva ;
- Le futur est indiqué par -eró : haberó ;
- Le conditionnel est indiqué par -eré : haberé ;
- L'impératif, le subjonctif et l'optatif sont indiqués par -e : habe ;
- Le participe présent est indiqué par -ent : habent ;
- Le participe passé est indiqué par -et : habet.

La langue de Molenaar puise son lexique dans le vocabulaire international, ce qui inclut les mots qui existent dans au moins deux langues romanes, dans une langue romane et une autre « grande langue » (anglais ou allemand), ou en latin et dans une autre grande langue ; les termes requis ne respectant aucun de ces critères sont tirés du latin, du français, de l'italien ou de l'espagnol, sous la forme la plus simple possible. Ainsi a-t-on si (« oui »), no (« non »), ja (« déjà »), exzept (« sauf »), a kaus de (« à cause de ») ou encore nunk (« maintenant »), qui cohabitent avec klub (« club »), zolverein (« souverain »), av (« oiseau »), malad (« malade ») ou encore komunikazion (« communication »), formés à partir de ces différentes langues selon un procédé non expliqué par Molenaar.

## Exemple de texte
| Panroman | Français |
| --- | --- |
| Patr nostr, qui es in ziel, Ton nom ese sanktifizet ; Ton regn vene ; Ton voluntat ese fazet In ter kom in ziel. Done nos hodi nostr pan quotidian ; Pardone nos nostr debiti, Kom nos pardon a nostr debitori ; E non induze nos in tentazioni, Ma libere nos de mal. | Notre père qui es aux Cieux Que ton nom soit sanctifié ; Que ton règne vienne ; Que ta volonté soit faite Sur la terre comme au ciel. Donne-nous aujourd'hui notre pain de ce jour ; Pardonne-nous nos offenses, Comme nous pardonnons aussi à ceux qui nous ont offensés ; Et ne nous induis pas en tentation, Mais délivre-nous du mal. |